# Autriche aux Jeux olympiques d'hiver de 1924
L'Autriche participe aux Jeux olympiques d'hiver de 1924 à Chamonix en France du 24 janvier au 5 février 1924.
L'équipe d'Autriche olympique remporte trois médailles, lors de ces premiers Jeux olympiques d'hiver de 1924 à Chamonix, se situant à la troisième place des nations au tableau des médailles. Ces trois médailles sont obtenues en patinage artistique.

## Liste des médaillés autrichiens
| Sport                  | Discipline        | Athlète(s)                     | Performance   | Date |
| Médailles d'or : 2     |                   |                                |               |      |
| Patinage artistique    | Individuel femmes | Herma Plank-Szabó              | 299,17 points |      |
| Patinage artistique    | Couples           | Helene Engelmann Alfred Berger | 10,64 points  |      |
| Médailles d'argent : 1 |                   |                                |               |      |
| Patinage artistique    | Individuel hommes | Willy Böckl                    | 319,07 points |      |

## Résultats

### Individuels messieurs
| Athlètes    | Nature des figures | Juge 1 | Juge 1 | Juge 2 | Juge 2 | Juge 3 | Juge 3 | Juge 4 | Juge 4 | Juge 5 | Juge 5 | Juge 6 | Juge 6 | Juge 7 | Juge 7 | Total   | Total | Total  |
| Athlètes    | Nature des figures | Notes  | Place  | Notes  | Place  | Notes  | Place  | Notes  | Place  | Notes  | Place  | Notes  | Place  | Notes  | Place  | Moyenne | Somme | Rang   |
| ----------- | ------------------ | ------ | ------ | ------ | ------ | ------ | ------ | ------ | ------ | ------ | ------ | ------ | ------ | ------ | ------ | ------- | ----- | ------ |
| Willy Böckl | Imposés            | 211,25 | 2e     | 216    | 2e     | 251,50 | 3e     | 223,50 | 2e     | 203,50 | 2e     | 231,75 | 1re    | 225,75 | 1re    | 359,82  | 13    | Argent |
| Willy Böckl | Libres             | 123,50 | 2e     | 130    | 2e     | 135,50 | 3e     | 146,25 | 2e     | 143    | 2e     | 139,75 | 1re    | 136,50 | 1re    | 359,82  | 13    | Argent |
| Willy Böckl | Total              | 334,75 | 2e     | 346    | 2e     | 388    | 3e     | 369,75 | 2e     | 346,50 | 2e     | 371,50 | 1re    | 362,25 | 1re    | 359,82  | 13    | Argent |

### Individuels dames
| Athlètes    | Nature des figures | Juge 1 | Juge 1 | Juge 2 | Juge 2 | Juge 3 | Juge 3 | Juge 4 | Juge 4 | Juge 5 | Juge 5 | Juge 6 | Juge 6 | Juge 7 | Juge 7 | Total   | Total | Total |
| Athlètes    | Nature des figures | Notes  | Place  | Notes  | Place  | Notes  | Place  | Notes  | Place  | Notes  | Place  | Notes  | Place  | Notes  | Place  | Moyenne | Somme | Rang  |
| ----------- | ------------------ | ------ | ------ | ------ | ------ | ------ | ------ | ------ | ------ | ------ | ------ | ------ | ------ | ------ | ------ | ------- | ----- | ----- |
| Herma Szabo | Imposés            | 190    | 1re    | 203,50 | 1re    | 175    | 1re    | 186,25 | 1re    | 170,50 | 1re    | 164,25 | 1re    | 170,75 | 1re    | 299,17  | 7     | Or    |
| Herma Szabo | Libres             | 123    | 1re    | 126    | 1re    | 114    | 1re    | 114    | 1re    | 114    | 1re    | 124    | 1re    | 120    | 1re    | 299,17  | 7     | Or    |
| Herma Szabo | Total              | 313    | 1re    | 329,50 | 1re    | 289    | 1re    | 300,25 | 1re    | 284,50 | 1re    | 287,25 | 1re    | 290,75 | 1re    | 299,17  | 7     | Or    |

### Couples
| Athlètes                       | Nature des figures | Juge 1 | Juge 1 | Juge 2 | Juge 2 | Juge 3 | Juge 3 | Juge 4 | Juge 4 | Juge 5 | Juge 5 | Juge 6 | Juge 6 | Juge 7 | Juge 7 | Total   | Total | Total |
| Athlètes                       | Nature des figures | Notes  | Place  | Notes  | Place  | Notes  | Place  | Notes  | Place  | Notes  | Place  | Notes  | Place  | Notes  | Place  | Moyenne | Somme | Rang  |
| ------------------------------ | ------------------ | ------ | ------ | ------ | ------ | ------ | ------ | ------ | ------ | ------ | ------ | ------ | ------ | ------ | ------ | ------- | ----- | ----- |
| Helene Engelmann Alfred Berger | Composition        | 5,25   | 1re    | 5,50   | 2e     | 5      | 1re    | 5,25   | 1re    | 5,25   | 1re    | 4,50   | 1re    | 5,50   | 2e     | 10,64   | 9     | Or    |
| Helene Engelmann Alfred Berger | Exécution          | 5,25   | 1re    | 5,50   | 2e     | 5,75   | 1re    | 5,50   | 1re    | 5,75   | 1re    | 5      | 1re    | 5,50   | 2e     | 10,64   | 9     | Or    |
| Helene Engelmann Alfred Berger | Total              | 10,50  | 1re    | 11     | 2e     | 10,75  | 1re    | 10,75  | 1re    | 11     | 1re    | 9,50   | 1re    | 11     | 2e     | 10,64   | 9     | Or    |